# Zygomelon zodion
Zygomelon zodion is een slakkensoort uit de familie van de Volutidae. De wetenschappelijke naam van de soort is voor het eerst geldig gepubliceerd in 1995 door Harasewych & Marshall.